# The Seiji
The Seiji (19 février 1961) est le pseudonyme d'un mangaka japonais spécialisé dans le hentai.

## Œuvres
- Aozorani Hakuto
- Hamichichi Oneesan - はみちち おねえさん

## Liens
- Site officiel
- Ressource relative à la bande dessinée :   - BD Gest'
- Notices d'autorité :   - VIAF
  - Japon